# Jean de Montmirail (évêque)
Jean de Montmirail (de Monmirail ou de Montmirel), né à Chaumont et mort en 1479 à Rome, est un prélat français, évêque de Vaison au XVe siècle.

## Biographie
Jean est référendaire du pape, chanoine et prébendier de l'église de Cambrai. Il occupe le siège de Vaison de 1473 à 1479. Pendant son épiscopat, le diocèse devient suffragant de l'archidiocèse d'Avignon et non  plus d'Arles. Il se rappela de sa ville natale et obtint du Saint Père Sixte IV, l'élévation au rang de collégiale de l'église Saint-Jean-Baptiste en 1474 et quelques mois plus tard en 1475 le Grand Pardon de Chaumont (qui est une fête religieuse unique dans la Chrétienté). 
Il décède à Rome le 3 juin 1479. 

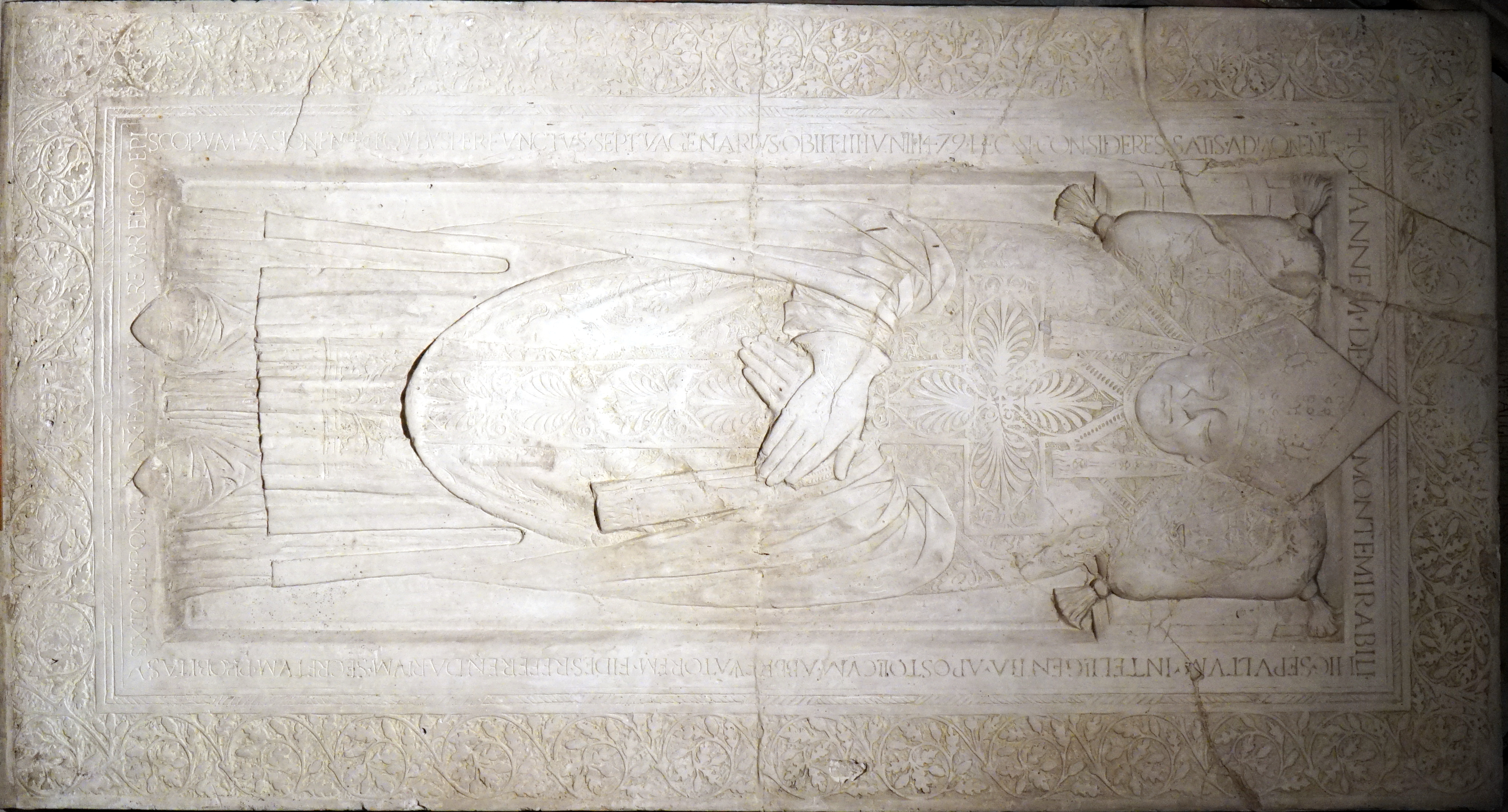
Son gisant à Chaumont.

Le portrait ci-contre date du XVIIe siècle d'après un original perdu et est conservé dans la sacristie de la basilique St Jean-Baptiste de Chaumont. Une autre copie est exposée sur le tambour d'entrée du portail sud de la basilique. Un exemplaire est exposé dans la cathédrale Sainte-Marie-de-l'Assomption de Vaison-la-Romaine.    